# Hästbok
En hästbok är en skönlitterär barn- eller ungdomsbok som handlar om ungdomar, vanligen flickor, som ägnar sig åt ridsport. Vanliga inslag i hästböcker är huvudpersonernas utveckling som ryttare, med skildringar av träning och tävling, huvudpersonernas praktiska och ekonomiska svårigheter med att hålla häst, anlita tränare eller delta i tävlingar, skildringar av djurplågeri (vilket böckerna genomgående tar moraliskt avstånd från) exempelvis i form av illa skötta hästar som huvudpersonerna räddar. Romantik mellan människor är sekundärt och de djupaste känslomässiga skildringarna utgörs i stället av huvudpersonernas reaktioner när hästar dör eller måste säljas.
Många hästböcker tar även upp ämnen som utanförskap, relationsproblem och/eller svårigheter i familjen.
En annan typ av hästböcker är skrivna ur hästarnas synvinkel istället för ur människornas synvinkel. De flesta böcker i denna subgenre handlar om vildhästar och där framstår de flesta människor som onda och hänsynslösa. Elyne Mitchell är en australisk författare som har skrivit flera böcker om australiska vildhästar i denna subgenre.
I serien B. Wahlströms ungdomsböcker har många hästböcker publicerats som flickböcker. Hästböcker var främst populära under 1950-, 60- och 1970-talen.

## Författare som har skrivit hästböcker
- Anna-Lisa Almqvist, Sverige - Annika, mfl
- Eva Berggren - Pia
- Judith Berrisford, Storbritannien - Susan och Skipper
- Bonnie Bryant - serien Stallkompisar
- Ruby Ferguson, Storbritannien - Jill-böckerna
- Pia Hagmar - Klara
- Lin Hallberg - Sigge böckerna
- Sven Martinson - Lotte
- Elyne Mitchell - Windy, ledarhingsten
- Thea Oljelund - Pirkko
- Lisbeth Pahnke, Sverige - Britta och Silver-böckerna
- Christina Pullein-Thompson
- Diana Pullein-Thompson
- Josephine Pullein-Thompson
- Marie Louise Rudolfsson - Maria och Prinsen
- Anna Sewell - Vackra Svarten
- Linnéa Berglund - Serien om Emelie Lexander
- Angelica Öhrn - Serien om Julia och Chamir